# Psaliodes oleagina
Psaliodes oleagina är en fjärilsart som beskrevs av Paul Dognin 1911. Psaliodes oleagina ingår i släktet Psaliodes och familjen mätare. Inga underarter finns listade i Catalogue of Life.